# Daneș
Daneș é uma comuna romena localizada no distrito de Mureș, na região histórica da Transilvânia. A comuna possui uma área de 114.72 km² e sua população era de 4947 habitantes segundo o censo de 2007.